# МАЗ-4380

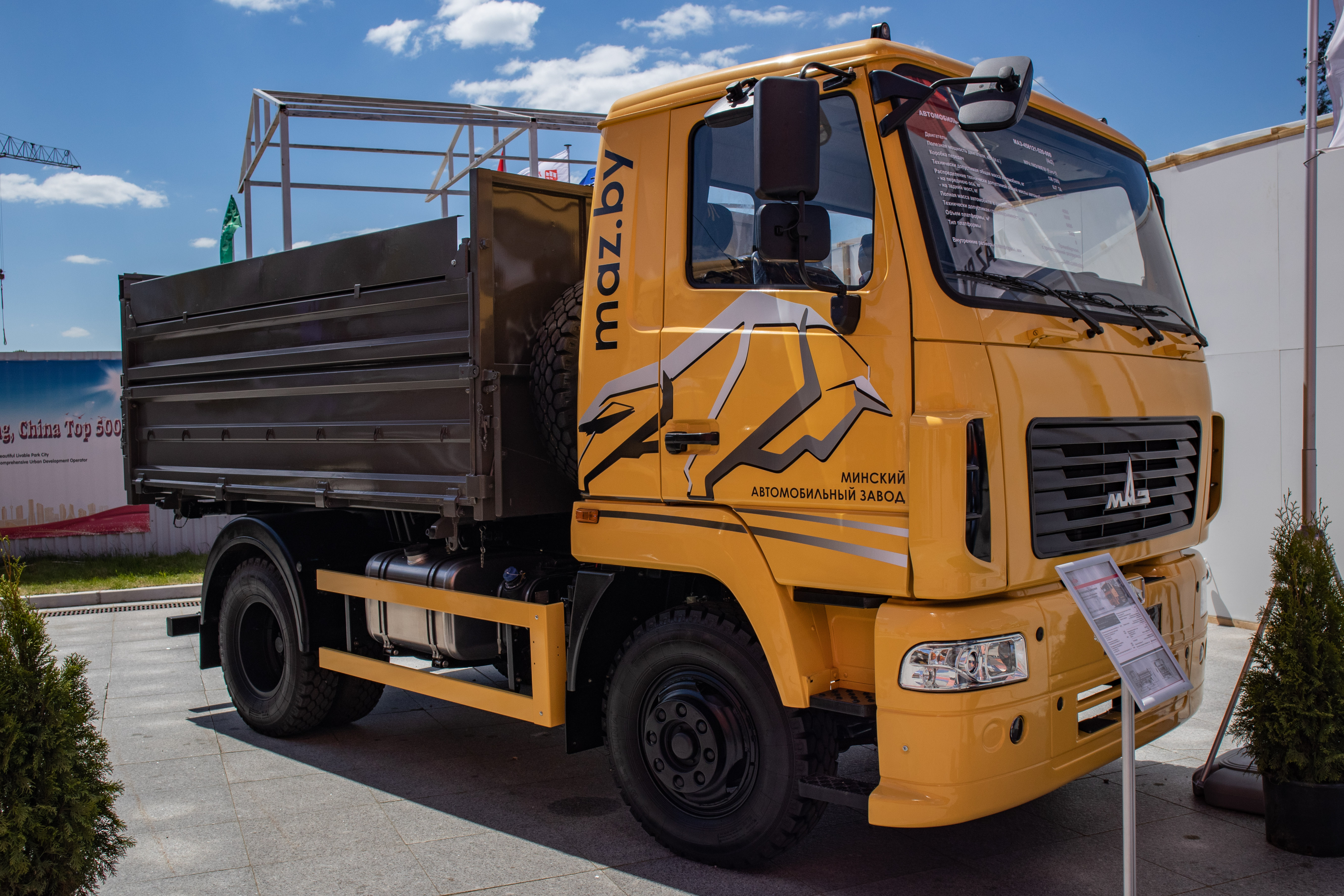
МАЗ-4581

МАЗ-4380 — белорусский среднетоннажный грузовой автомобиль, выпускающийся с 2010 года на Минском автомобильном заводе.

## Описание
Впервые МАЗ-4380 был представлен в ноябре 2010 года. Модель представляет собой дальнейшее развитие МАЗ-4370 и МАЗ-4371.
Автомобиль оснащён более современной кабиной водителя и колёсами большего размера. По сравнению с аналогами, полная масса и грузоподъёмность увеличены, а снаряжённая масса снижена. Конкурентом модели является ЗИЛ-4508.
Аналогично предшественникам, автомобиль оснащается двигателем ММЗ Д-245. Также существуют варианты шасси, на которые заказчик может установить надстройки по желанию.

## Технические характеристики
- Двигатель: ММЗ Д-245.30Е3
- Мощность: 115 кВт (155 л. с.)
- Трансмиссия: СААЗ-433420
- Тип коробки передач: механическая
- Количество передач: 5—6
- Объём бака: 130 л